# Memcached
memcached là một hệ thống lưu trữ bản sao các đối tượng (objects) và dữ liệu được truy cập nhiều lần để tăng tốc độ truy xuất. Nó thường được sử dụng để tối ưu hóa việc tải dữ liệu từ cơ sở dữ liệu cho các ứng dụng trên nền web. Vào lúc đầu, hệ thống memcached được phát triển bởi Danga Interactive và dùng cho LiveJournal. Sau đó memcached trở nên phổ biến và được dùng trên các trang web khác.
Memcached là một thứ đơn giản, có khả năng mở rộng cao, dựa trên các khóa lưu trữ các giá trị và đối tượng bất cứ khi nào bộ nhớ RAM còn khả dụng,phục vụ cho việc truy cập được nhanh nhất, mà không phải truy cập vào CSDL hay tài nguyên trên đĩa cứng.